# Йилмаз, Турхан
Турхан Йилмаз (род. 11 сентября 1958) — турецкий шахматист, международный мастер (1986).
В составе сборной Турции участник 8-и Олимпиад (1984—1992, 1996—1998, 2004) и 2-х командных чемпионатов Европы (1989 и 1997).

## Изменения рейтинга
| Графики недоступны из-за технических проблем. См. информацию на Фабрикаторе и на mediawiki.org. |